# Philippsthal (Werra)
Philippsthal (Werra) est une municipalité allemande située dans le land de la Hesse et l'arrondissement de Hersfeld-Rotenburg.